# Robert Davis Johnson

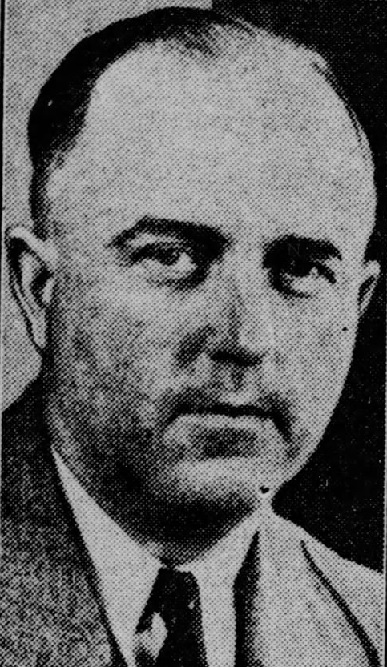
Robert Davis Johnson (1931)

Robert Davis Johnson (* 12. August 1883 bei Slater, Saline County, Missouri; † 23. Oktober 1961 in Marshall, Missouri) war ein US-amerikanischer Politiker. Zwischen 1931 und 1933 vertrat er den Bundesstaat Missouri im US-Repräsentantenhaus.

## Werdegang
Robert Johnson besuchte die öffentlichen Schulen seiner Heimat und danach bis 1901 die Portland High School in Indiana. Anschließend studierte er am Missouri Valley College in Marshall. Zwischen 1901 und 1907 arbeitete Johnson auch als Lehrer. Von 1915 bis 1923 war er Gerichtsdiener am Bezirksgericht im Saline County. Während dieser Zeit studierte er Jura. Im Jahr 1917 wurde er als Rechtsanwalt zugelassen und ab 1923 praktizierte er in Marshall in diesem Beruf. Von 1925 bis 1928 war Johnson Staatsanwalt im Saline County.
Politisch war er Mitglied der Demokratischen Partei. Nach dem Tod des Kongressabgeordneten Samuel C. Major wurde er bei der fälligen Nachwahl für den siebten Sitz von Missouri als dessen Nachfolger in das US-Repräsentantenhaus in Washington, D.C. gewählt, wo er am 29. Dezember 1931 sein neues Mandat antrat. Da er im Jahr 1932 von seiner Partei nicht zur Wiederwahl nominiert wurde, konnte er bis zum 3. März 1933 nur die laufende  Legislaturperiode im Kongress beenden. Diese war von den Ereignissen der Weltwirtschaftskrise geprägt.
Nach seinem Ausscheiden aus dem US-Repräsentantenhaus praktizierte Johnson zunächst wieder als Anwalt. Zwischen 1940 und 1947 war er Richter im 15. Gerichtsbezirk seines Staates. Danach setzte er seine Anwaltstätigkeit in Marshall fort, wo er am 23. Oktober 1961 starb.